# Biennale d'art contemporain de Lyon
Pour les articles homonymes, voir Biennale de Lyon.
La Biennale d’art contemporain de Lyon est une exposition d'art. Elle a été créée en 1991 par Thierry Raspail et Thierry Prat et a lieu toutes les années impaires en alternance avec la Biennale de la danse de Lyon créée en 1984.
Thierry Raspail classifie les biennales d'art contemporain en trilogie. La première trilogie, 1991, 1993, 1995 était liée au mot Histoire. Les trois suivantes étaient liées au mot Global, puis ce fut Temporalité, Transmission, et Modernité dont le cycle se termine en 2019. Ayant pris sa retraite en 2018, la Biennale 2019 est la dernière pour laquelle il fait le choix du commissariat. La direction artistique est confiée à Isabelle Bertolotti.

## Histoire
Au départ, le festival "Les festivals internationaux de Lyon et Rhône-Alpes" est né en 1985 de la fusion entre deux associations : "Le festival Hector Berlioz" fondé en 1979 et "la Biennale de la Danse" fondée par Guy Darmet, nouveau directeur de la Maison de la Danse. Les festivals de Danse et de Musique fonctionnent en alternance, jusqu’à l’arrêt du festival Berlioz à la fin des années 1980. Une éphémère Biennale de Musique française est créée, puis disparaît et laisse place en 1991 à la toute nouvelle Biennale d’art contemporain, initiée par le directeur du futur Musée d’art contemporain Thierry Raspail. 
Cette biennale devient alors la Biennale d'art contemporain la plus importante de France après l'arrêt de celle de Paris dans les années 1980.
On peut parler de la Biennale comme de l'exposition internationale à laquelle a été ajoutée deux autres plateformes : Résonance en 2003 et Veduta en 2007.

### L'association "Biennale de Lyon"
L'association "Biennale de Lyon" s'occupe de l'organisation, la conception et l'organisation de deux grands événements aux rayonnements internationaux :  la Biennale de la danse et de la Biennale d'art contemporain. 

## Éditions

### Première Biennale (1991)
La première édition de la biennale d'art contemporain de Lyon a eu lieu du 3 septembre au 13 octobre 1991. Sur les 7 000 m2 de la Halle Tony-Garnier, du musée d'art contemporain (encore hébergé dans le musée des beaux-arts) et de l'ELAC, étaient exposés 69 artistes. Elle avait pour intitulé « L'amour de l'art ».
Les commissaires étaient Thierry Raspail & Thierry Prat. Cette biennale a accueilli 73 000 visiteurs.

### Deuxième Biennale (1993)
La deuxième biennale d'art contemporain de Lyon a eu lieu du 3 septembre au 13 octobre 1993 à la Halle Tony Garnier. Son intitulé était « et tous ils changent le monde ».
Cette biennale a accueilli 89 000 visiteurs.

### Troisième Biennale (1995)
La troisième édition a eu lieu du 20 décembre 1995 au 16 février 1996 à la cité internationale dans le tout nouveau musée d'art contemporain. Cette biennale n'a pas d'intitulé: 
« En 1995, la Biennale ne s'intitule plus. Elle est simplement la 3e biennale de Lyon. Elle s’intéresse à l'image mobile et présente le meilleur de l'art, s'appropriant, d'une manière ou d'une autre, la mythologie du cinéma, la culture vidéo et la pratique informatique. »
— Thierry Prat, Thierry Raspail, Georges Rey, Guide de la biennale
Le commissaire était Georges Rey. Cette biennale a accueilli 140 000 visiteurs.

### Quatrième Biennale (1997)
Cette quatrième biennale s'est tenu sur 17 000 m2 à la Halle Tony Garnier, du 9 juillet au 24 septembre 1997. Intitulée « l'Autre », le commissaire était Harald Szeemann et présentait 86 artistes.

### Cinquième Biennale (2000)
« Partage d'exotismes » est la cinquième Biennale de Lyon. Elle a eu lieu du 27 juin au 24 septembre 2000 et est présentée à la Halle Tony Garnier. Elle a été décalée d'un an pour pouvoir avoir lieu en 2000, année particulière avec trois zéros et un changement de siècle.
Le commissaire est Jean-Hubert Martin qui a travaillé avec un groupe de cinq anthropologues. Cette réflexion a conduit à élaborer un circuit de visite divisé en 22 sections qui regroupent les œuvres selon leur fonction et leurs relations aux attitudes humaines : aimer, manger, combattre, souffrir, guérir, prier, prédire...

### Sixième Biennale (2001)
La sixième biennale « Connivence » a lieu du 23 juin au 23 septembre 2001 et s'annonçait comme un prélude à 2003. De nouveaux lieux furent investis, en plus du musée d'art contemporain, on pouvait retrouver la Biennale aux Subsistances et à l'Orangerie du parc de la Tête d'Or. Pour relier les lieux entre eux, une navette fluviale a été mise en place entre le musée d'art contemporain et les Subsistances.

On retrouve plusieurs commissaires à la tête de cette biennale : Anne Bertrand, Jean-Marc Chapoulie, Yvane Chapuis, Laurence Dreyfus, Klaus Hersche, Richard Robert et Guy Walter.
« Nous les avons croisés ces commissaires au hasard de collaborations anciennes, d'entrevues lumineuses ou de projet et propos qu'ils avaient su créer. Leur complicité n'était pas gagnée d'avance car chacun des « champs » associés, appréhendés par chacun des commissaires, levaient des problématiques qui n'étaient pas évidemment communes : est-ce que la danse s'expose ? Est-ce que la phrase s'installe? Est-ce que le son se sculpte ? »
— Thierry Raspail, Guide de la biennale

### Septième Biennale (2003)
En 2003, la Biennale quitte définitivement la halle Tony Garnier pour s'implanter à la Sucrière. Du 18 septembre 2003 au 4 janvier 2004, intitulée « C'est arrivé demain », on peut ainsi retrouver les artistes à La Sucrière, au Musée d’art contemporain, à Institut d’art contemporain de Villeurbanne, au Musée des beaux-arts et au Rectangle. La navette fluviale a été reconduite ainsi que pour les Biennales suivantes pour relier les lieux d'exposition comme la Sucrière avec le musée d'art contemporain.
Le commissariat est confié au Consortium de Dijon (Xavier Douroux, Franck Gautherot, Eric Troncy + Robert Nickas et Anne Pontégnie) qui ouvre une trilogie consacrée à la question de la temporalité.

### Huitième biennale (2005)
Huitième biennale, « l'expérience de la durée » est le deuxième volet de la trilogie consacrée au temps. Elle a lieu du 14 septembre au 31 décembre 2005.
Les commissaires Nicolas Bourriaud et Jérôme Sans associent les œuvres de la collection du Musée d’art contemporain : La Monte Young, Terry Riley, James Turrell à des pièces spectaculaires : Martin Creed, Kader Attia, John Bock, Erwin Wurm, Kendell Geers, Tony Conrad, Robert Crumb. Daniel Buren réalise une pièce monumentale qui est acquise par le Musée d’art contemporain.

### Neuvième biennale (2007)
La Biennale d'art contemporain de Lyon 2007 se tient à la Sucrière, ainsi qu'au Musée d'Art contemporain de Lyon, à l'Institut d'art contemporain de Villeurbanne et à la fondation Bullukian du 19 septembre 2007 au 6 janvier 2008. Intitulée « 00s - L'histoire d'une décennie qui n'est pas encore nommée », c'est le troisième volet de la trilogie consacrée au temps.
L'édition 2007 est organisée différemment que ne le sont les autres biennales. Hans Ulrich Obrist et Stéphanie Moisdon sont les concepteurs d'un jeu dans lequel interviennent des joueurs auxquels il a été demandé de définir la décennie de 2000 à 2010. Ainsi ils ont choisi dans un premier cercle 49 joueurs, commissaires et critiques d'art internationaux, invités à répondre à une seule question qui a valeur de règle : Quel est, selon vous, l'artiste essentiel de cette décennie ? Puis 14 joueurs dans un deuxième cercle, artistes, écrivains, chorégraphes, architectes, invités définir la décennie à partir d'une séquence d'exposition. 111 artistes furent ainsi exposés et comme dans tout jeu il y a un gagnant, la Biennale a décerné un prix, le prix Only Lyon accompagné d'un trophée en chocolat. Il a été décerné à Seth Price, avec un accessit pour Jennifer Allora & Guillermo Calzadilla.

« La question centrale de cette Biennale porte sur la fabrique de l'histoire. Comment écrit-on l'histoire au présent, comment se réinventer une manière de dire, de créer, de s'exposer et de penser l'espace non-linéaire d'émergence de l'art ? »

— Stéphanie Moisdon, Hans-Ulrich Obrist, Les inrockuptibles

### XeBiennale (2009)
La Xe Biennale d'art contemporain de Lyon a eu lieu du 16 septembre 2009 au 3 janvier 2010. Les expositions ont lieu dans les quatre lieux phares, que sont la Sucrière, le Musée d'Art contemporain de Lyon, la Fondation Bullukian et l'Entrepôt Bichat. Intitulée « Le spectacle du quotidien », selon Hou Hanru, commissaire de la Biennale de Lyon 2009, elle a pour but de questionner sur le pourquoi de l'art et de faire le lien entre la création artistique et la vie quotidienne.

« Aujourd'hui dans le monde où l'on vit, pour exister il faut être dans le spectacle, c'est la condition dans laquelle on vit. Tout est spectacle, n'importe quelle image dans un magazine, une exposition… et d'autre part dans le monde, on trouve ce que l'on appelle « le quotidien », qui est un terrain vivant, mouvant, un terrain où les gens inventent de multiples choses et essaient de résister à cette logique implacable de consommation, dont le spectacle est l'incarnation.
Dans la Biennale, l'idée est d'utiliser « le spectacle » pour mettre le spotlight sur ce monde invisible du quotidien. »

— Hou Hanru, Guide de la Biennale
Cette biennale a accueilli 165 000 visiteurs dont la moitié a moins de 26 ans.

### 11eBiennale (2011)
La onzième Biennale d'art contemporain de Lyon a lieu du 15 septembre au 31 décembre 2011 et a pour titre « Une terrible beauté est née ». Elle investit outre les lieux habituels (La Sucrière, le musée d'art contemporain et la fondation Bullukian) le site de l'Usine TASE.
La commissaire argentine Victoria Noorthoorn a pris pour intitulé de cette Biennale « Une terrible beauté est née » un vers d'un poème de William Butler Yeats Paques, 2016.

« J'ai fait en sorte que cette exposition parle tout à la fois de l'incertitude du présent et de son proche avenir, qu'elle parle de la condition de l'artiste et de l'absolue nécessité de l'art tout en restant ouverte au doute, à la contradiction, au changement et au mouvement. »

— Victoria Noorthoorn, Guide de la Biennale 
Elle rassemble 78 artistes du monde entier, venus principalement d'Europe, d'Afrique et d'Amérique latine, dont les œuvres sont exposées sur 13 000 m2.

### 12eBiennale (2013)
« Entre-temps… Brusquement, et ensuite » est l'intitulé de la douzième Biennale. Du 12 septembre 2013 au 5 janvier 2014, elle investit les trois lieux habituels (La Sucrière, le musée d'art contemporain et la fondation Bullukian), mais se déplace cette fois dans la chaufferie de l'Antiquaille et à l'église Saint-Just. La chaufferie de l'Antiquaille accueille deux œuvres de Zhang Ding et l'église Saint-Just, une œuvre de Tom Sachs.
Le commissaire Gunnar B. Kvaran décrit ainsi sa démarche:

« L'exposition met au premier plan l'inventivité dont font preuve les artistes contemporains pour raconter autrement des histoires neuves, en défaisant les codes narratifs mainstream, les mises-en-intrigue prêtes à l'emploi. Ainsi, une multitude d'histoires, de natures et de genres très différents, que les artistes ont développés à partir d'expériences réelles ou de constructions imaginaires, d'anecdotes tirées de la vie quotidienne aussi bien que de phénomènes sociaux ou d'évènements historiques considérables, vont se disséminer et s'entrecroiser, sans aucune hiérarchie ou intention méta-narrative, sur les différents sites qui accueillent cette année la Biennale. »

— Gunnar B. Kvaran, Guide de la Biennale
77 artistes sont exposés[réf. souhaitée].

### 13eBiennale (2015)
La treizième Biennale d'art contemporain de Lyon a lieu du 10 septembre 2015 au 3 janvier 2016 et a pour titre « La vie moderne ».
Conçue par le commissaire Ralph Rugoff, la biennale rassemble des artistes issus de 28 pays, dont les œuvres sont exposées à La Sucrière, au Musée d'art contemporain de Lyon, et dans la salle 15 du Musée des Confluences qui accueille une œuvre de Yuan Goang-Ming. Darren Bader expose une sculpture dans le Parc de la Tête-d'Or et Hannah Hurtzig projette sa Leçon de nuit sur la vitrine de la Galerie photo de l’Institut lumière.
Il explique ainsi son choix de thématique « La vie moderne » de cette Biennale:

« En réunissant des œuvres qui reflètent et interrogent le caractère contradictoire de la vie contemporaine dans différentes régions du monde, La vie moderne s’attache également à montrer en quoi la culture contemporaine est aussi le résultat et la réponse aux événements et traditions du passé. Même lorsque les artistes de l’exposition explorent des situations et des images d’aujourd’hui, ils creusent aussi dans le passé. »

— Ralph Rugoff, Guide de la Biennale

### 14eBiennale (2017)
La quatorzième Biennale d'art contemporain de Lyon a lieu du 20 septembre 2017 au 8 janvier 2018 et a pour titre « Mondes flottants ». Conçue par la commissaire Emma Lavigne, elle se déroule à la Sucrière, au Musée d'Art contemporain de Lyon et au Dôme. Le dôme est en fait le Radôme de Richard Buckminster Fuller crée en 1957 et prêté par le centre Pompidou qui a été installé Place Antonin Poncet. Il accueille l’œuvre de Céleste Boursier-Mougenot clinamen V4.
Emma Lavigne se justifie sur son choix d'intitulé les « Mondes flottants »:

« C'est dans le contexte d'une mondialisation galopante générant une constante mobilité et l’accélération des flux, cette « liquidité » du monde et des identités analysée par le sociologue Zygman Bauman, que la Biennale explore l'héritage et la portée du concept de « moderne » dans la création actuelle.... l'art et l'espace se biomorphent, s'ouvrent sur des projets qui remettent en cause l'abstraction de la modernité européenne afin d'en réévaluer la portée, à l'échelle du monde... les «Mondes flottants» sont traversés par le vent des soulèvements libertaires, des fulgurances poétiques et déflagrations esthétiques contemporaines. »

— Emma Lavigne, Guide de la Biennale
La biennale a accueilli 317 144 visiteurs.

### 15eBiennale (2019)
La quinzième Biennale d'art contemporain de Lyon a lieu du 18 septembre 2019 au 5 janvier 2020. Elle s'intitule « Là où les eaux se mêlent » d'après un poème de Raymond Carver.
Le commissariat a été confié à l'équipe des curateurs du Palais de Tokyo composée d'Adélaïde Blanc, de Daria de Beauvais, de Yoann Gourmel, de Matthieu Lelièvre, de Vittoria Matarrese, de Claire Moulène et de Hugo Vitrani. 
Outre l'exposition internationale au Musée d'Art contemporain de Lyon, cette édition a lieu pour la première fois dans les anciennes usines Fagor dans le quartier de Gerland ainsi que dans le quartier de Grolée et non plus à la Sucrière. Cette édition est placée sous la direction artistique d'Isabelle Bertolotti, nouvelle Directrice Artistique de la Biennale de puis 2018. Comptabilisant plus de 30 000 mètres carrés d'exposition, cette édition comporte 55 artistes.
54 artistes sont présentés dans l'exposition officielle (Usines Fagor, macLYON et Veduta). La biennale a accueilli 273 000 visiteurs.

### 16eBiennale (2022) - «Manifesto of Fragility»
La 16e Biennale d'art contemporain a été confiée au duo de commissaire Sam Bardaouil et Till Fellrath. En raison de la crise sanitaire, cette édition a été reportée d'un an et a lieu du 14 septembre au 31 décembre 2022,. Le thème de cette édition est « Manifesto of Fragility ».  La 16e Biennale de Lyon rassemble des œuvres et des objets créés sur près de deux millénaires qui évoquent, chacun à leur manière, la vulnérabilité des personnes et des lieux, passés et présents, proches et lointains. Les deux commissaires ouvrent une large place aux artistes du Moyen-Orient.
Elle est présentée dans douze lieux d'expositions dont la moitié est accessible avec des billets : les Usines Fagor-Brandt, le Musée d'art contemporain, le Musée Guimet, le Lugdunum, le Musée Gadagne, l'Institut d'art contemporain et d'autres lieux accessibles librement : le Chalet du Parc de la Tête d’Or (ancien restaurant fermé en 2013 et inoccupé depuis), la gare de la Part-Dieu, le parking LPA République, le Musée de Fourvière et l'URDLA à Villeurbanne.
Le « Manifeste de la fragilité » se décline selon 3 strates:
- Les nombreuses vies et morts de Louise Brunet, au 3e étage du Musée d'art contemporain, raconte l’histoire de Louise Brunet, une fileuse de soie de la Drôme, qui, après avoir rejoint la révolution des « Canuts » (tisseurs de soie) en 1834, effectue un voyage, qui s’acheve dans les usines de soie lyonnaises du Mont-Liban.
- Beyrouth et les Golden Sixities. L'exposition revisite au 2e puis au 1er étage du Musée d'art contemporain, un chapitre mouvementé du déploiement moderniste à Beyrouth, de la crise libanaise de 1958 jusqu’au déclenchement de la guerre civile au Liban en 1975.
- Un monde d'une promesse infinie. « Manifesto of fragility » est une invitation à réfléchir à la précarité de notre condition humaine, de la fragilité de nos propres corps, à la vulnérabilité de la planète entière et de tout ce qui se trouve entre les deux.

Dans un contexte de « rééquilibrage » de la part de la région Auvergne Rhône-Alpes et de son président Laurent Wauquiez dans le financement d'institutions culturelles, la biennale a perdu 200 000 euros d'aides financières à quatre mois du démarrage de la manifestation. 
Le bilan établi après l'exposition indique un total de 274 225 visites, dont 42 % de jeunes de moins de vingt six ans. Un total de 1 047 œuvres dont plus de 200 produites pour l'occasion ont composé l'ensemble. 
Le critique d'art Guy Boyet met particulièrement en avant les réalisations de Eva Fàbregas, Hans Op de Beeck, Joana Hadjithomas et Khalil Joreige, Pedro Gómez-Egaña, Nicolas Daubanes, Jose Davila, Aurélie Pétrel, Toyin Ojid Odutola, Jean Claracq, Chafa Ghaddar, Filwa Nazer, Clément Cogitore, Ugo Schiavi.
Plus de 200 artistes y ont présenté leurs travaux. Onze artistes sont invités dans le cadre de la Jeune création internationale : Amandine Arcelli, Jimmy Beauquesne, Lorena Cocioni, Adji Dieye, Minne Kersten, Maïté Marra (prix Jeune création Auvergne-Rhône-Alpes), Olof Marsja, Louise Mervelet, Mar Reykjavik, Alma Sauret-Small, Pierre Unal-Brunet.

## Photos

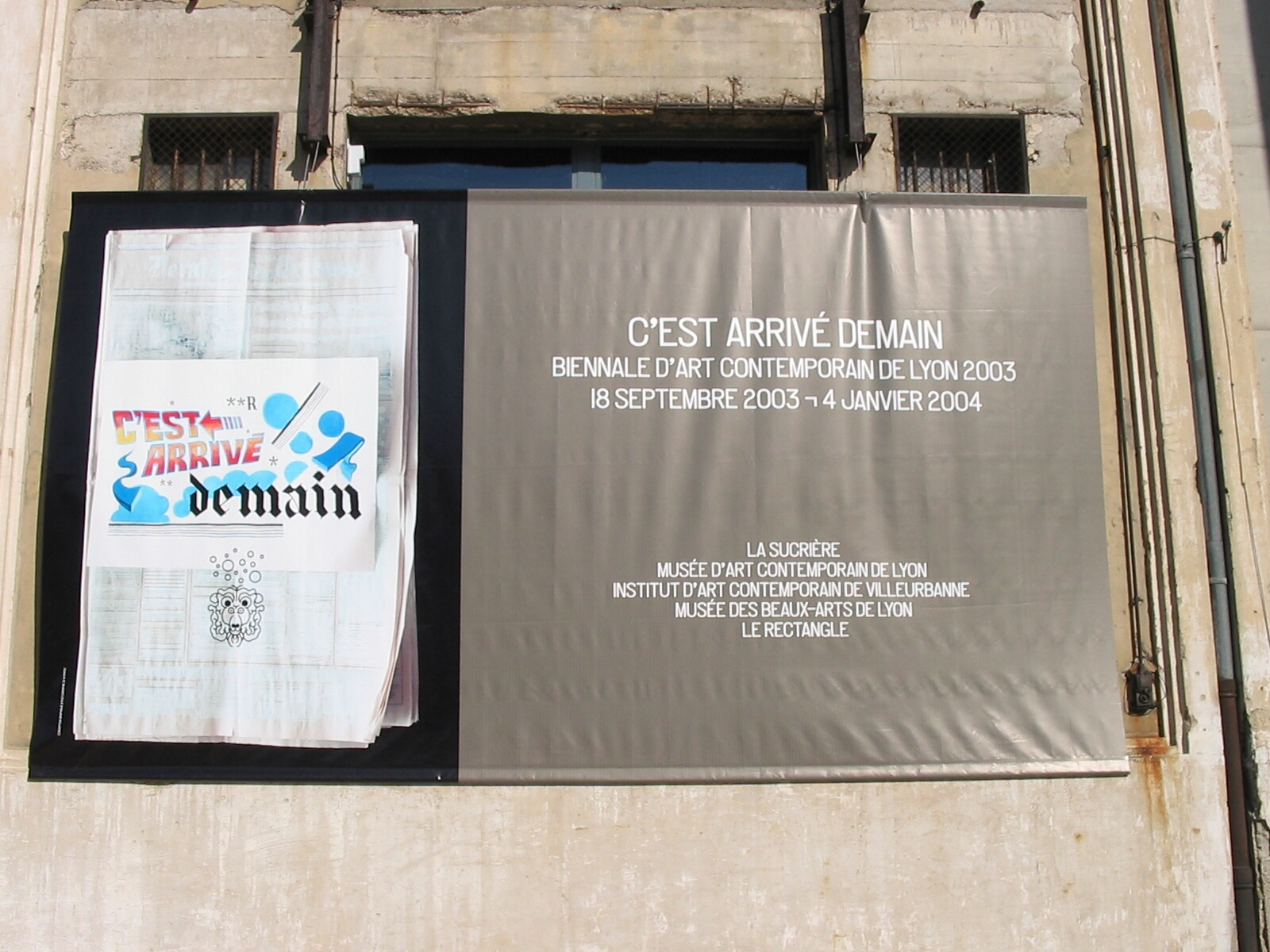
C'est arrivé demain – 2003
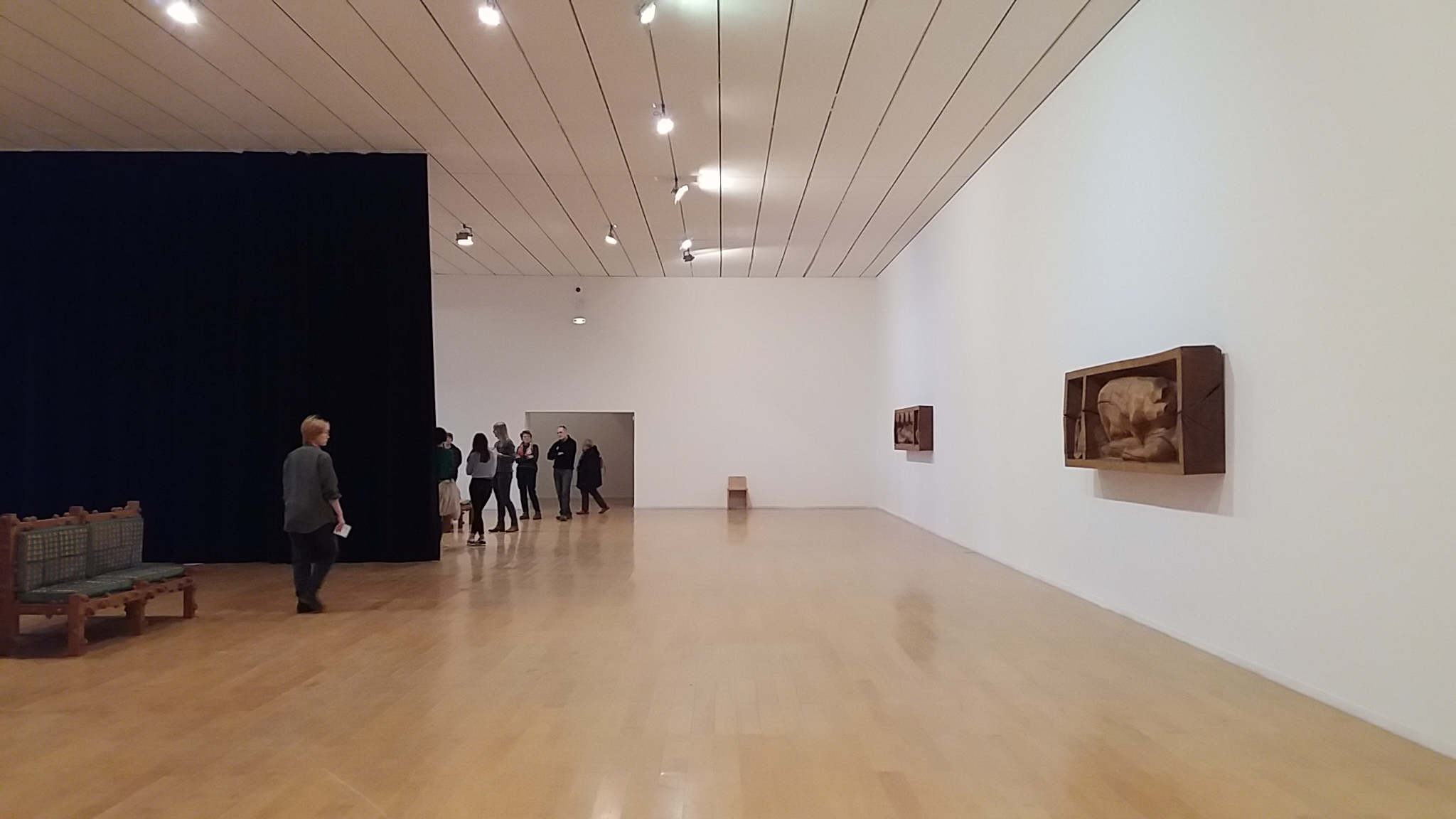
Lyon 6e - Mac Lyon - 15e biennale - Là où les eaux se mêlent, exposition Daniel Dewar et Grégory Gicque
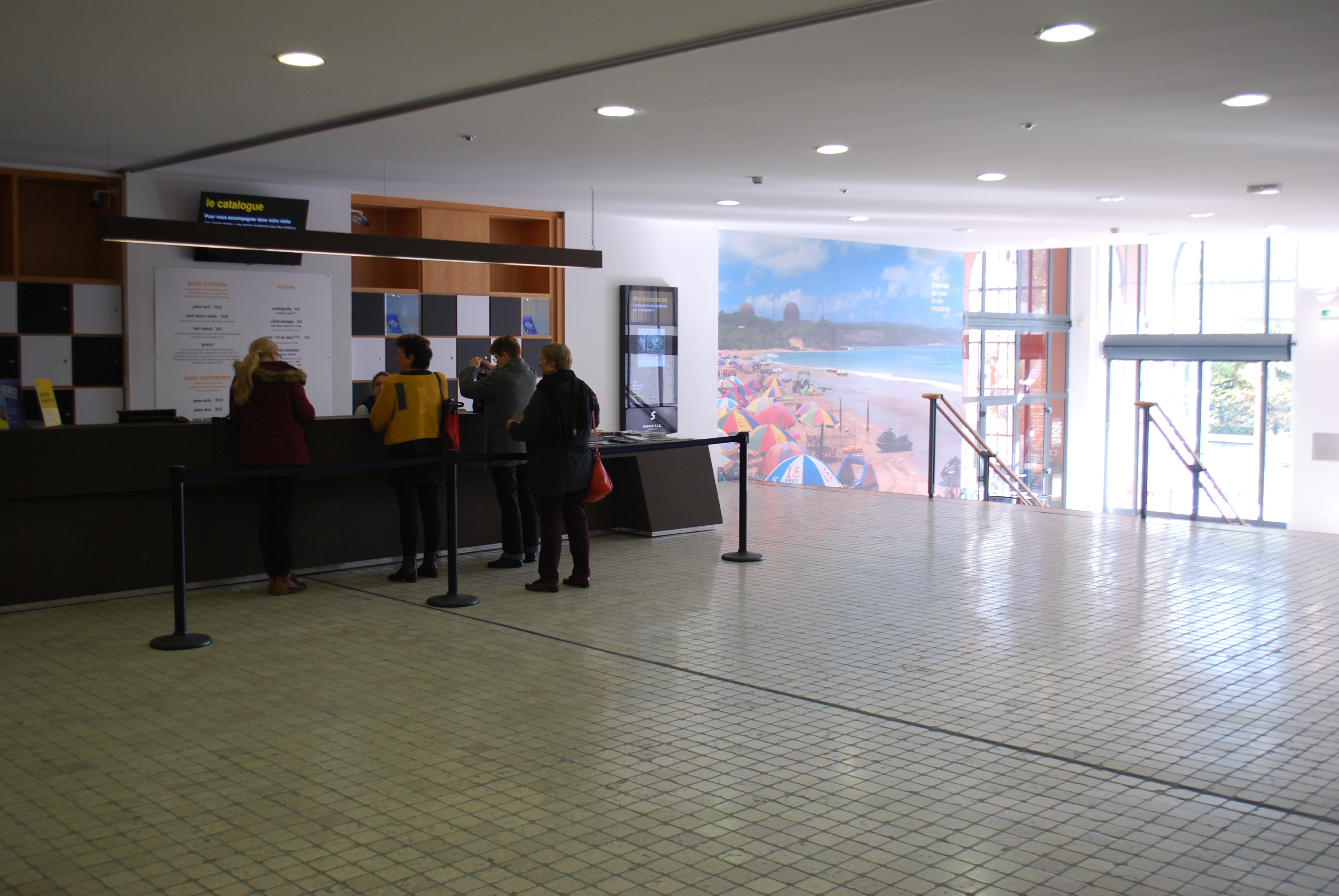
Biennale d'art contemporain de Lyon, 2015, entrée du musée d'art contemporain.
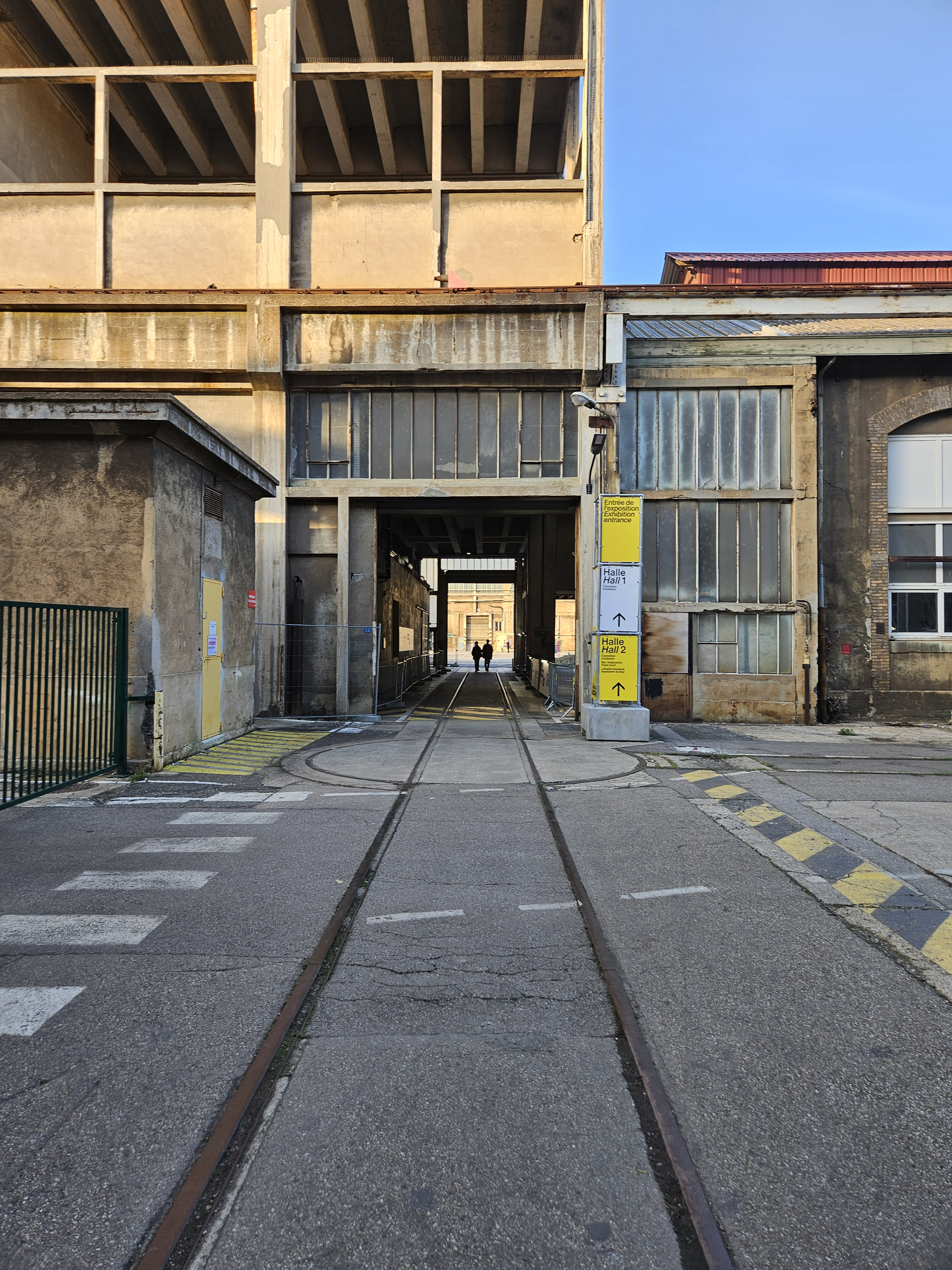
Biennale d'art contemporain de Lyon, 2024, Les Grandes Locos, La Mulatière